# Leki przeciwpłytkowe
Leki przeciwpłytkowe – grupa leków, należąca do szerszej grupy leków przeciwkrzepliwych, których działanie polega na zmniejszaniu agregacji płytek krwi i przez to przeciwdziałaniu powstawaniu zakrzepów. 
Stosowane są głównie w zapobieganiu i leczeniu zawału mięśnia sercowego, udarów mózgu, miażdżycy tętnic obwodowych (kończyn dolnych oraz dla utrzymania drożności wszczepów naczyniowych. Przeciwdziałają powstawaniu zakrzepów, przede wszystkim tętniczych, w których skrzeplina składa się głównie z płytek krwi zaczopowanych na niewielkiej ilości fibryny.
Leki przeciwpłytkowe przez hamowanie procesu agregacji płytek zmniejszają zdolność krwi do krzepnięcia, wydłużają czas jego trwania i w ten sposób zmniejszają prawdopodobieństwo powstawania niebezpiecznych zatorów w naczyniach krwionośnych. 
Według klasyfikacji ATC leki przeciwpłytkowe stanowią jedną z grup leków przeciwzakrzepowych. Jednak w odróżnieniu od innych leków przeciwzakrzepowych nie wpływają znacznie na proces przekształcania fibrynogenu w fibrynę.

## Zastosowanie leków należących do grupy

### Kwas acetylosalicylowy
Kwas acetylosalicylowy wywiera działanie przeciwpłytkowe dzięki zdolności nieselektywnego hamowania enzymu cyklooksygenazy odpowiedzialnej w płytkach krwi za produkcję tromboksanu i prostaglandyny E2, które silnie pobudzają agregację płytek krwi.
Kwas acetylosalicylowy w dawce 75–100 mg dziennie jest stosowana w profilaktyce chorób układu krążenia (badania dowodzą, że stosowanie wyższych dawek nie przynosi dodatkowych korzyści, z wyjątkiem stanu bezpośrednio po niedokrwiennym zawale serca). 75–300 mg dziennie podaje się osobom po operacji wszczepienia pomostów naczyniowych (tzw. by-passów). Inne wskazania do długoterminowego stosowania kwasu acetylodalicylowego obejmują: migotanie przedsionków, chromanie przestankowe, choroba niedokrwienna serca, stan po wstawieniu stentów i profilaktyka udarów.
W przypadku działań niepożądanych, jak niestrawność, uczucie pełności, bóle brzucha czy inne objawy ze strony przewodu pokarmowego, należy raczej zastosować leki zmniejszające wydzielanie kwasu żołądkowego, na przykład inhibitory pompy protonowej, niż odstawić kwas acetylosalicylowy. Dopiero przy nietolerancji kwasu salicylowego mimo równoczesnego stosowania inhibitorów pompy protonowej powinno się rozważyć jej zmianę na klopidogrel

### Klopidogrel
Klopidogrel stosowany jest w zapobieganiu niedokrwienia i zawałów u pacjentów cierpiących na chorobę niedokrwienną serca. W monoterapii używa się go jako alternatywy dla kwasu acetylosalicylowego w przypadku jej nietolerancji.
Klopidogrel w połączeniu z kwasem acetylosalicylowym jest używany w prewencji incydentów sercowo-naczyniowych u chorych z niestabilną chorobą niedokrwienną serca i zawałem bez uniesienia odcinka ST. W tym celu klopidogrel z kwasem acetylosalicylowym stosuje się przez 12 miesięcy po zabiegu - nie ma dowodów na to, że dłuższe stosowanie przynosi jakiekolwiek korzyści. Takie samo leczenie stosuje się też po ostrym zawale serca z uniesieniem odcinka ST przez co najmniej miesiąc.

### Dipirydamol
Dipirydamol stosuje się jako dodatek do leków przeciwzakrzepowych w zapobieganiu zatorowości związanej z wszczepieniem sztucznych zastawek serca oraz w zapobieganiu udarom niedokrwiennym i zawałom serca na tle choroby niedokrwiennej serca.

## Podział leków przeciwpłytkowych[2]
- kwas acetylosalicylowy – wpływ poprzez hamowanie cyklooksygenazy w płytkach krwi
- pochodne tienopirydyny – wpływ na hemostazę płytkową zależną od ADP
  - klopidogrel
  - tiklopidyna(inne języki)
  - prasugrel(inne języki)
- pochodne cyklopentylotriazolopirymidyny – wpływ na hemostazę płytkową zależną od ADP
  - tikagrelor(inne języki)
  - kangrelor(inne języki)
  - elinogrel(inne języki)
- prostacyklina i jej analogi – hamowanie hemostazy płytkowej przez zwiększanie cAMP w płytkach (pobudzanie cyklazy adenylowej)
- dipirydamol i cylostazol(inne języki) – hamowanie hemostazy płytkowej przez zwiększanie cAMP w płytkach (hamowanie fosfodiesterazy(inne języki))
- worapaksar(inne języki), atopaksar(inne języki) – hamowanie hemostazy płytkowej przez inhibicję zależnych od trombiny płytkowych receptorów PAR-1
- abcyksymab, eptyfibatyd, tirofiban – hamowanie hemostazy płytkowej przez hamowanie receptorów GPIIb/IIIa
- anagrelid – hamowanie hemostazy płytkowej przez hamowanie produkcji płytek krwi

## Działania niepożądane
Leki przeciwpłytkowe niosą ze sobą ryzyko krwawień. Jest ono mniejsze, niż w przypadku leków przeciwzakrzepowych. Mimo to, mogą być przyczyną komplikacji w czasie zabiegów chirurgicznych i dentystycznych, dlatego pacjenci przyjmujący leki przeciwpłytkowe powinni zawsze poinformować o tym lekarza przed zabiegiem.

Leki z tej grupy, szczególnie kwas acetylosalicylowy, podrażniają przewód pokarmowy powodując niestrawność, bóle brzucha, a nawet krwawienia z przewodu pokarmowego.